# Juan Manuel del Mar Estremadoyro
Juan Manuel del Mar Estremadoyro (Lima, 5 de noviembre de 1959) es un político peruano. Fue alcalde del Distrito de Santiago de Surco durante los años (2007 al 2010).El Tercer Juzgado Penal Unipersonal de la Corte Superior de Lima sentenció al exalcalde de Surco Juan Manuel del Mar Estremadoyro, y actualmente candidato para la alcaldía de Santiago de Surco por el partido Renovación Popular, por el delito de colusión.

## Biografía
Creció en el distrito de San Isidro, Lima, Perú. Hizo sus estudios escolares en el Colegio Santa Margarita de Monterrico y desde 1998 reside en Santiago de Surco. 
Hijo del empresario Juan Manuel del Mar Cordiviola y Norma Edith Estremadoyro Velarde, tiene dos hermanas Gisela y Leila. Estuvo casado con la bella periodista Maria Claudia Zavalaga, quedando viudo de ella a menos de 3 años de estar casado, pues ella fallecería súbitamente a consecuencia de un cáncer de estómago. En 1997 se casó con la también periodista Marisol García con quien tiene tres hijos. 
Estudió economía en la Universidad San Martín de Porres y Administración de Empresas en el Instituto Peruano de Administración de Empresas. Su pasión por los negocios y el sector empresarial lo motivó a realizar cursos de especialización en la Universidad de Piura. Desde joven ha trabajado en el ámbito privado, gerencia en la actualidad su empresa Frigohielo S.A., es director de la empresa Embotelladora Demesa S.A. Y asesor de diferentes empresas privadas. 
Dedicado a la actividad empresarial pero el interés por la política surge como una tradición familiar. Su abuelo Dr. Samuel del Mar Morla fue Presidente de la Corte Superior del Callao, siendo miembro cuando este se formó por primera vez, otro antepasado suyo fue Juan Manuel del Mar y Bernedo vicepresidente del Perú durante el gobierno de Ramón Castilla en 1859. 
En el 2006 postula a la alcaldía del Distrito de Santiago de Surco, en las filas de la Alianza Unidad Nacional, accediendo al cargo de Alcalde para el periodo 2007-2010. Entre las obras más resaltantes tenemos:
- El exalcalde de Surco Juan Manuel del Mar Estremadoyro fue sentenciado por el delito de colusión. Se le impuso una pena de cuatro años de prisión efectiva y el pago de reparación civil que asciende a S/ 2.663.305,40. Además, existen cuatro personas más sentenciadas por el mismo caso. Se sospecha que durante su gestión como burgomaestre, su patrimonio se incrementó en 700%, lo cual fue negado por Del Mar, quien afirmó haber mejorado su patrimonio en solo 116% debido a su trabajo como gerente en dos empresas. Además, el acusado aseveró que todos sus ingresos se encuentran sustentados mediante declaración jurada ante la Sunat. El Tercer Juzgado Penal Unipersonal de la Corte Superior de Lima fue el encargado de emitir la sentencia en el caso de colusión. Es por esto que la Corte Superior de Lima, mediante redes sociales, anunció la orden de captura contra el exalcalde, y su búsqueda en territorio nacional e internacional. El exalcalde de Surco Juan Manuel del Mar Estremadoyro fue sentenciado por el delito de colusión. Se le impuso una pena de cuatro años de prisión efectiva y el pago de reparación civil que asciende a S/ 2.663.305,40. Además, existen cuatro personas más sentenciadas por el mismo caso. Se sospecha que durante su gestión como burgomaestre, su patrimonio se incrementó en 700%, lo cual fue negado por Del Mar, quien afirmó haber mejorado su patrimonio en solo 116% debido a su trabajo como gerente en dos empresas. Además, el acusado aseveró que todos sus ingresos se encuentran sustentados mediante declaración jurada ante la Sunat. El Tercer Juzgado Penal Unipersonal de la Corte Superior de Lima fue el encargado de emitir la sentencia en el caso de colusión. Es por esto que la Corte Superior de Lima, mediante redes sociales, anunció la orden de captura contra el exalcalde, y su búsqueda en territorio nacional e internacional.

Juan Manuel del Mar Estremadoyro actualmente se encuentra inscrito como candidato para la alcaldía de Santiago de Surco por el partido Renovación Popular. Cabe señalar que Del Mar fue alcalde de Surco entre el 2007 y 2010 como parte de Alianza Unidad Nacional, y en el 2014 postuló por el mismo distrito, en esa ocasión por la agrupación política Vamos Perú.